# Hotel Imperial
El Hotel Imperial es un hotel de lujo de cinco estrellas en Viena, Austria. Está ubicado en Kärntner Ring en la Ringstrasse. La fachada del hotel Imperial es de estilo italiano neo-renacentista. La parte superior del edificio contiene una balaustrada de piedra que enmarca los animales alegóricos del escudo de armas Württemberg. El portal de entrada principal contiene cuatro estatuas que también son simbólicas. El portal original era lo suficientemente amplio como para permitir el paso de un carruaje tirado por dos caballos. El mobiliario interior del hotel destaca con la elegancia vienesa del siglo XIX con mármol adornado, estatuas talladas a mano y candelabros de cristal masivos. 